# Rambler Six/V8
Rambler – samochód osobowy klasy pełnowymiarowej produkowany przez amerykański koncern American Motors w latach 1956–1960, 
Samochód nosił oznaczenie: Six lub V8 w zależności od silnika sześcio– lub ośmiocylindrowego, a w niektórych latach dodatkowo nazwę Rebel. W zależności od wersji wykończenia nosił nazwy: DeLuxe, Super i Custom, a odmiana kombi była nazwana Cross Country. Przez pierwsze dwa lata produkowany był pod marką Nash lub Hudson, a od 1958 roku pod własną marką Rambler, będącą zarazem nazwą modelu. W 1961 roku przemianowany na Rambler Classic.

## Historia i opis modelu

### Model 1956 (Nash Rambler i Hudson Rambler)

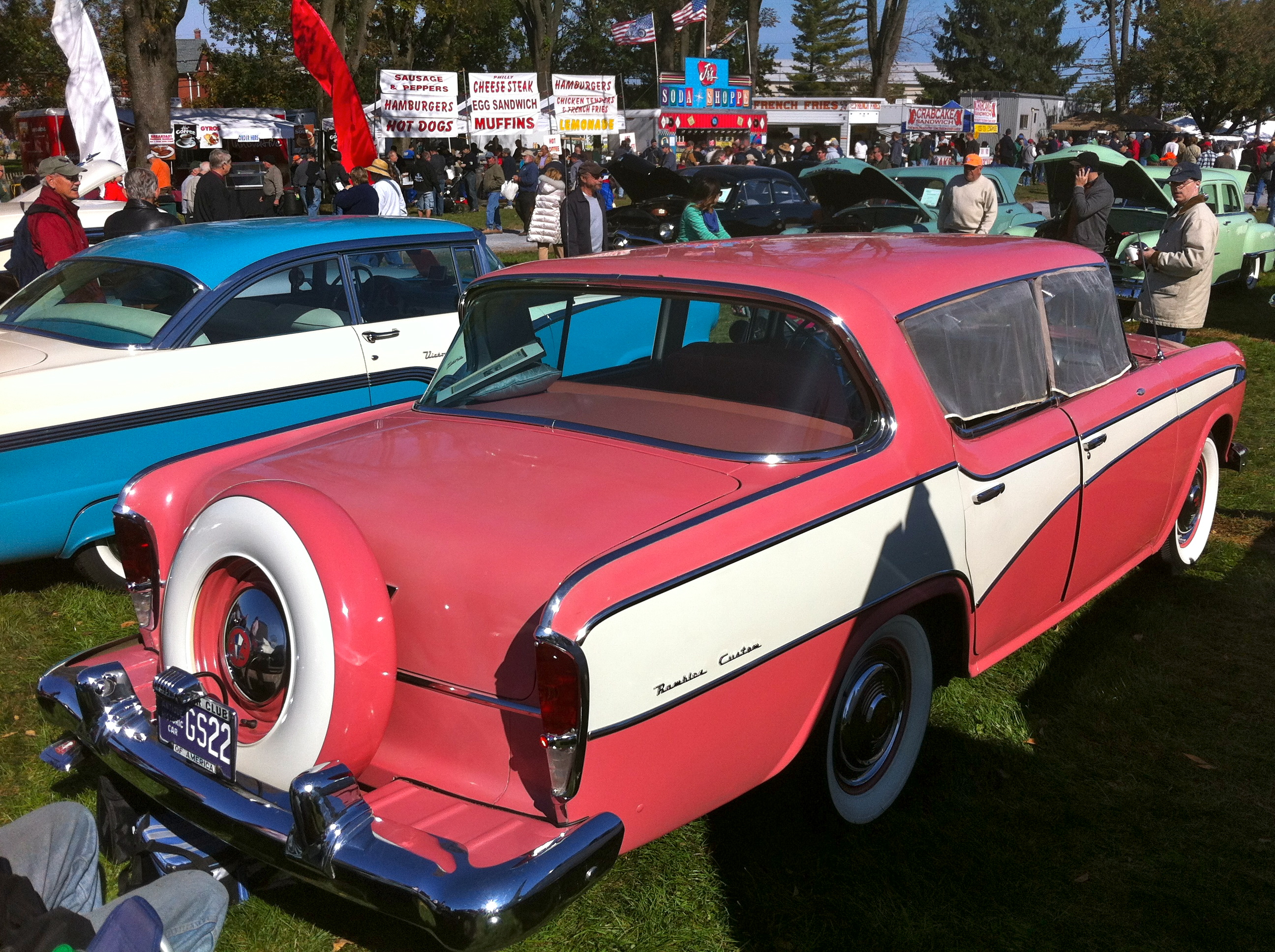
1956 Hudson Rambler Custom sedan od tyłu

15 grudnia 1955 roku koncern American Motors (AMC) wprowadził na rynek nową generację popularnego modelu Rambler na 1956 rok. W odróżnieniu od poprzedniej generacji, oferowano tylko wariant czterodrzwiowy na dłuższym podwoziu o rozstawie osi 108 cali (274 cm), bez krótszej wersji dwudrzwiowej. Rambler był w tym roku najmniejszym samochodem osobowym produkcji amerykańskiej, lecz chociaż producent nadal przedstawiał go jako samochód kompaktowy (compact), konkurował on bezpośrednio z tanimi modelami amerykańskiej klasy pełnowymiarowej i do takiej był zaliczany w literaturze. Dzięki nowoczesnej konstrukcji samonośnej, samochód miał od nich mniejsze wymiary zewnętrzne, ale był podobnie przestronny w środku, a przy tym był ekonomiczniejszy. Reklamowany był nawet jako posiadający nieco szersze i wyższe wnętrze oraz większą powierzchnię oszklenia od typowych tanich modeli pełnowymiarowych „wielkiej trójki” (Ford, Chevrolet, Plymouth), jedynie z minimalnie krótszym miejscem na nogi. Zdecydowanie odróżniał się natomiast od nich mniej tradycyjną stylistyką.
Rambler promowany był przez koncern jako samodzielny model, tylko pod swoją nazwą, ale w pierwszym roku produkowany był formalnie jako Nash albo Hudson – obie wersje były sprzedawane przez osobnych dealerów tych marek i różniły się znakami firmowymi. W pierwszych dwóch latach produkcji Rambler wyróżniał się dużą, owalną atrapą chłodnicy wykończoną chromem, w której obrysie znajdowały się okrągłe reflektory. Miała ona podobny kształt do innych samochodów Nash, lecz wyróżniała się kratą z dużymi kwadratowymi otworami. Jej styl był określany jako kojarzący się z samochodami sportowymi. Na górnym obramowaniu atrapy była nazwa modelu wklęsłymi literami: RAMBLER. Kierunkowskazy znalazły się z kolei na krawędziach błotników. W przeciwieństwie do poprzedniej generacji Ramblera, wszystkie nadkola były odkryte. Przednia szyba była zawinięta na boki, zgodnie z aktualną modą. Projektantami modelu byli Bill Reddig i Jack Garnier.
Napęd stanowił tylko jeden silnik sześciocylindrowy, a samochód nie miał innych wyróżników w nazwie, oprócz wersji wykończenia: DeLuxe, Super lub Custom. W literaturze określany był natomiast jako Rambler Six (Rambler 6), od silnika. Produkowano odmiany nadwoziowe: sedan, hardtop, kombi i hardtop kombi – wszystkie czterodrzwiowe sześciomiejscowe. Odmiany kombi (ang. station wagon) nosiły dodatkową nazwę Cross Country, i po raz pierwszy w budżetowym segmencie cenowym w USA, miały opuszczaną od zewnątrz szybę w tylnej klapie, otwieranej w dół. Najdroższa odmiana stylowego czterodrzwiowego hardtop kombi stanowiła pierwsze takie nadwozie na rynku. Wyróżniającym elementem stylistyki wszystkich odmian był silnie pochylony do tyłu gruby słupek C (nazwany Fashion Arch), za którym w sedanie i hardtopie była pochylona przeciwnie panoramiczna szyba tylna, zachodząca na boki. Słupek ten wzmacniał strukturę samonośnego nadwozia, dzięki czemu Rambler był reklamowany jako bezpieczniejszy dla pasażerów od tradycyjnych amerykańskich samochodów, opartych na ramie. Najtańsza wersja wykończenia DeLuxe, występująca tylko jako sedan, nie miała ozdób bocznych, Super miała listwę boczną (tylko sedan i kombi), a Custom dwie listwy z kolorowym malowaniem między nimi. Wersja Custom z nadwoziami sedan i hardtop miała także w standardzie koło w stylu Continental, przez co była dłuższa o 19 cm. W wyposażeniu dodatkowym między innymi były rozkładane do spania siedzenia, tworzące wygodne łóżko (z przodu była kanapa z dzielonym oparciem).
Silnik o nazwie Typhoon był sześciocylindrowy rzędowy OHV, o pojemności 195,6 cala sześciennego (3,2 l) i mocy 120 KM. Miał on stopień sprężania 7,47:1 i zasilany był przez jednogardzielowy gaźnik. Napęd przenoszony był przez skrzynię trzybiegową, za dopłatą dostępny był nadbieg lub skrzynia automatyczna Dual-range Hydra-Matic (188 dolarów). W skład wyposażenia dodatkowego wchodziła m.in. klimatyzacja, radio i wspomaganie kierownicy; wersja Custom miała standardowe wspomaganie hamulców. Spośród amerykańskich samochodów tego roku, jedynie Studebaker Champion miał silnik o mniejszej pojemności.
Ceny bazowe bez wyposażenia dodatkowego wynosiły od 1795 dolarów za sedan DeLuxe przez 2059 za sedan Custom do 2494 dolarów za hardtop kombi Custom Cross Country. Były one tylko niewiele tańsze od samochodów pełnowymiarowych popularnego segmentu. Wyprodukowano łącznie w tym roku 46 077 samochody Nash Rambler i 20 496 Hudson Rambler. Wszystkie produkowane były na rynek amerykański w fabryce w Kenosha. Model ten stanowił około ⅔ sprzedaży dla każdej z marek. Znaczną część sprzedawanych samochodów stanowiła odmiana kombi, co było nietypowe dla amerykańskich producentów, u których kombi stanowiły w tym okresie margines sprzedaży.

### Model 1957 (Nash Rambler)

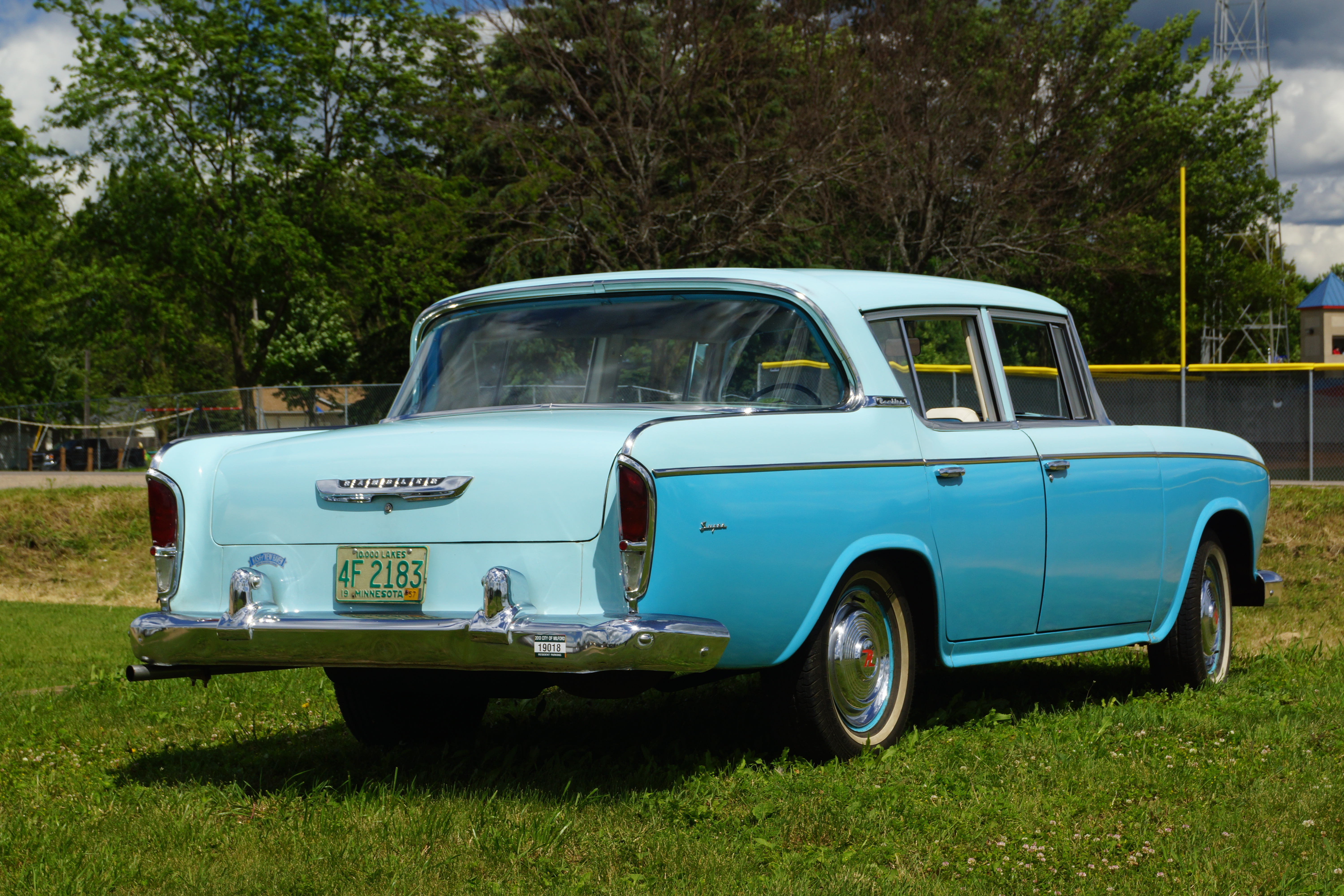
1957 Nash Rambler Super od tyłu

W 1957 roku modelowym, od października 1956 roku Rambler zaliczany był już formalnie tylko do marki Nash. Nadal był sprzedawany w salonach Nash i Hudson, lecz nie nosił już ich znaków firmowych i był promowany jako osobny model. Z zewnątrz wyróżnik stanowiły głównie powiększone światła parkingowe (kierunkowskazy) w ozdobnych oprawach na przednich rogach nadwozia i zmienione listwy boczne. Atrapa została wzbogacona o dodatkową ozdobę w górnej sekcji. Rambler otrzymał również własny znak firmowy w postaci medalionu z literą „R” na masce i przednich błotnikach (w odmianie Custom).
Obok dotychczasowego silnika sześciocylindrowego, o mocy podniesionej do 125 KM lub 135 KM w zależności od gaźnika, wprowadzono silnik ośmiocylindrowy V8 o pojemności 250 cali sześciennych (4,1 l) i mocy 190 KM. Powstało wówczas rozróżnienie na modele Rambler Six (6) z silnikiem sześciocylindrowym i Rambler V8. Odrębną odmianą stał się limitowany model Rebel z silnikiem V8 o pojemności 327 cali sześciennych (5,4 l) i mocy brutto 255 KM, produkowany tylko z nadwoziem hardtop. Dzięki mocnemu silnikowi i mniejszej masie od konkurentów, był on jednym z najszybszych sedanów w USA i najszybszym samochodem marki Nash lub Rambler w historii.
Ceny bazowe nieco wzrosły i wynosiły od 1961 dolarów za sedan DeLuxe do 2715 dolarów za hardtop kombi Custom Cross Country i 2786 dolarów za model Custom Rebel. Łącznie z modelem Rebel (1500 sztuk), powstało ich 87 232. Rambler stanowił w tym roku 96% sprzedaży marki Nash, która produkowała poza nim jeszcze tylko duży sedan Ambassador.
Z uwagi na rosnącą popularność budżetowego modelu, koncern AMC zdecydował o utworzeniu pod koniec 1957 roku odrębnego oddziału Rambler w miejsce Nash i Hudson i od 1958 roku modelowego samochód ten sprzedawany był już pod własną marką Rambler.

## Restyling i wprowadzenie marki Rambler

### Model 1958

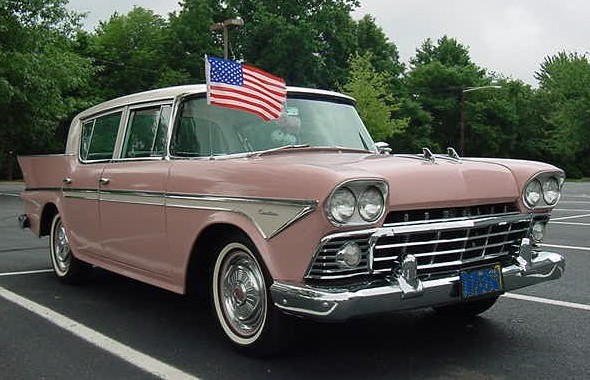
1958 Rambler Custom sedan

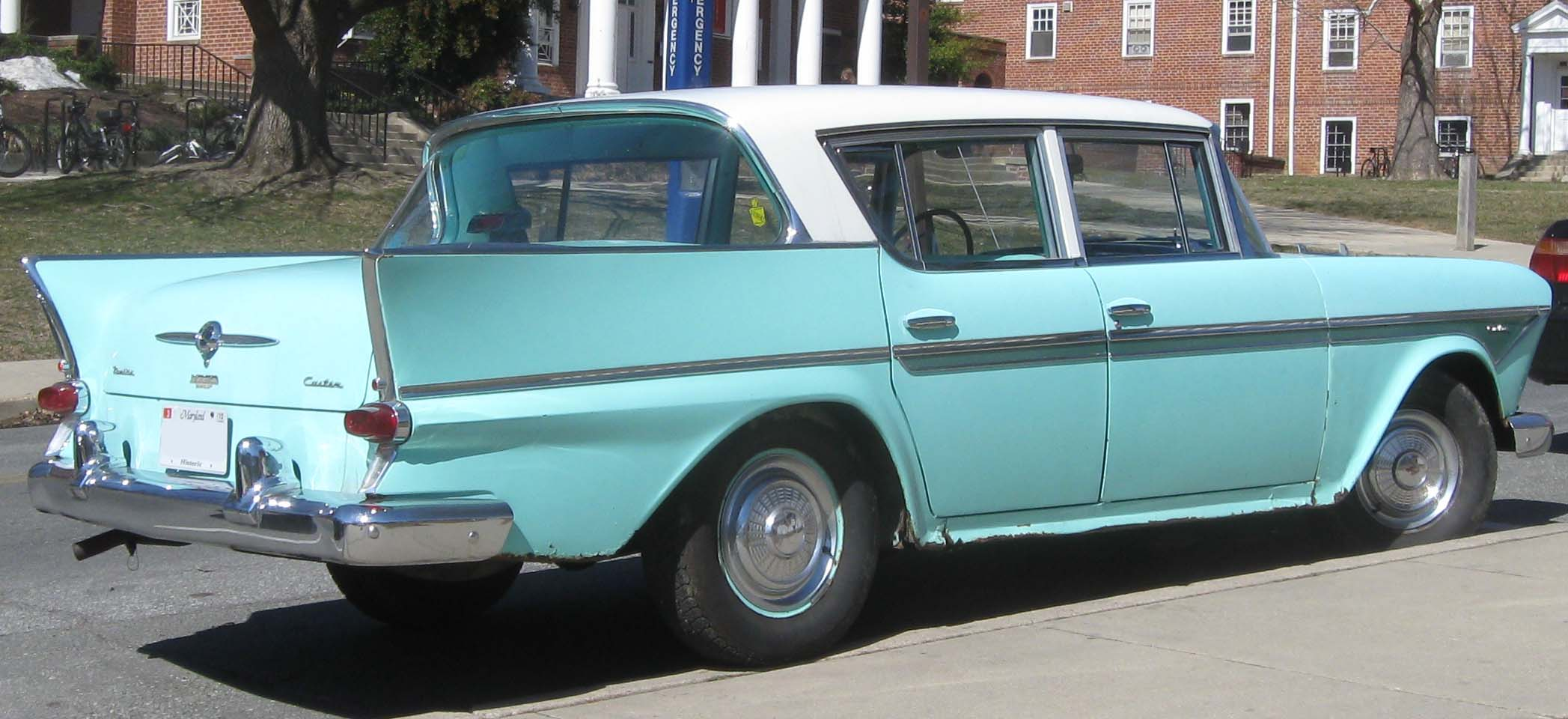
1958 Rambler Custom od tyłu

W 1958 roku modelowym Rambler, dalej bazujący na konstrukcji z rocznika 1956, przeszedł obszerną modernizację nadwozia, w ramach której pojawił się pas przedni o zupełnie nowym kształcie, dynamicznie nachylony do przodu. Pojawiła się szeroka, chromowana atrapa chłodnicy, a także umieszczone nad nią wysoko osadzone reflektory z podwójnymi kloszami, modne na rynku amerykańskim w tym roku. Jedynie najuboższa odmiana DeLuxe miała pojedyncze reflektory. Krata atrapy tworzyła trzy rzędy i sześć kolumn prostokątnych otworów, a po jej bokach, pod reflektorami, były ozdobne żebrowane panele z lampami parkingowymi. Z tyłu pojawiły się ostro zakończone płetwy na błotnikach, oraz ozdobne przetłoczenia boczne za wnękami kół, na końcu których znajdowały się owalne lampy tylne. Nie stosowano już koła zapasowego w stylu Continental. Na konstrukcji i kabinie pasażerskiej Ramblera oparto w tym roku również nowy wydłużony model średniej klasy Ambassador z większym silnikiem V8, a nadto powrócił do oferty niespokrewniony z nim dwudrzwiowy model poprzedniej generacji o krótszym rozstawie osi, nazwany Rambler American. Nowy Rambler zadebiutował w październiku 1957 roku.
W tym roku nie był już oferowany specjalny model Rebel z większym silnikiem, lecz bazując na jego renomie, nazwę tę otrzymała wersja ze zwykłym silnikiem V8, dostępna we wszystkich odmianach nadwoziowych. Samochód sprzedawany był teraz jako Rambler 6 (Six) lub Rambler Rebel V8, w zależności od silnika. Moc bazowego silnika sześciocylindrowego o pojemności 195,6 cala sześciennego (3,2 l) nieznacznie wzrosła do 127 KM lub 138 KM (z pojedynczym lub podwójnym gaźnikiem), a silnika V8 o pojemności 250 cali sześciennych (4,1 l) wzrosła do 215 KM (z czterogardzielowym gaźnikiem). W standardzie była trzybiegowa mechaniczna skrzynia biegów, za dopłatą dostępny był nadbieg lub nowa skrzynia automatyczna Flash-O-Matic. Wersja Rebel V8 otrzymała od tego modelu ogumienie o wymiarach 7,50×14 cali zamiast 15-calowych. Samochód nadal był dostępny w trzech wersjach wykończenia: najtańszej DeLuxe (obejmującej teraz sedan i kombi), Super i Custom. Odmiana nadwoziowa hardtop, dostępna teraz w wersjach Super i Custom, otrzymała nazwę Country Club, natomiast nie oferowano już nadwozia hardtop kombi (pozostało ono tylko w pokrewnym konstrukcyjnie droższym modelu Ambassador).
Ceny bazowe wynosiły od 2047 dolarów za sedan DeLuxe do 2621 dolarów za kombi Custom Cross Country, przy tym silnik V8 wymagał dopłaty 130–350 dolarów w zależności od skrzyni biegów. Odświeżony model okazał się popularny na rynku i wyprodukowano łącznie 116 972 samochodów modelu 1958 roku, co stanowiło ponad 75% sprzedaży marki. Cała marka Rambler osiągnęła sprzedaż większą o ponad 60% w stosunku do Nasha i Hudsona razem w poprzednim roku i zajęła 7 miejsce na rynku USA. Pomimo recesji na amerykańskim rynku samochodowym w 1958 roku, Rambler był jedynym producentem, który zanotował znaczny wzrost zamiast spadku sprzedaży.

### Model 1959
Na 1959 rok modelowy, zaprezentowany w październiku 1958 roku, wprowadzono jedynie niewielki lifting samochodu. Główną zmianą z przodu była jednolita krata atrapy chłodnicy na całą szerokość pasa przedniego, z okrągłymi lampami parkingowymi na jej krańcach. Zmieniła się forma ozdób bocznych w wersjach Super i DeLuxe, z rozdwajającymi się listwami na bokach tylnych płetw. Silniki i odmiany pozostały takie same; ceny bazowe niewiele wzrosły (od 2098 do 2677 dolarów z silnikiem sześciocylindrowym).
Wyprodukowano jeszcze więcej, bo 258 980 samochodów, co przyczyniło się do zajęcia przez markę Rambler szóstego miejsca na rynku amerykańskim z udziałem 6,72%. Istotnym powodem popularności Ramblera były jego nieco mniejsze rozmiary od typowych amerykańskich samochodów, ułatwiające parkowanie i poprawiające ekonomikę. W tym roku pojawił się pierwszy amerykański konkurencyjny czterodrzwiowy samochód kompaktowy Studebaker Lark, jeszcze mniejszy z zewnątrz, lecz plasujący się cenowo pomiędzy Ramblerem Six a American i pozycjonowany niżej od modelu Six, który był bezpośrednim konkurentem samochodów pełnowymiarowych „wielkiej trójki”. Należy podkreślić, że w ankiecie miesięcznika Popular Mechanics, 74,2% użytkowników nowego Ramblera oceniło go jako „doskonały”, a jedynie 0,9% jako zły (poor), co było najniższym odsetkiem złych ocen dla samochodu amerykańskiego od początku tych ankiet.

### Model 1960

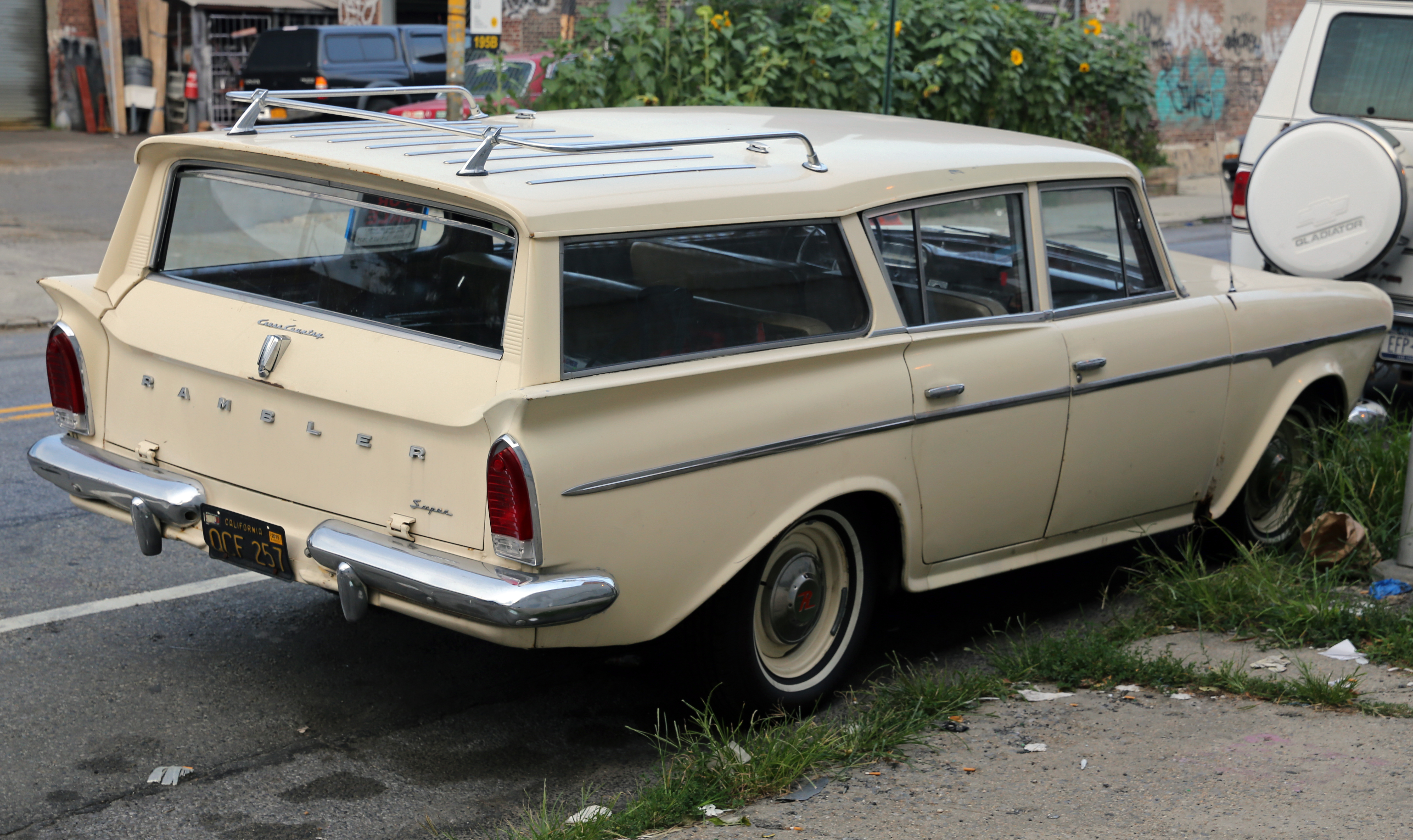
1960 Rambler Super Cross Country kombi

Samochody 1960 roku modelowego zostały zaprezentowane 14 października 1959 roku. Nie przeszły zasadniczej zmiany stylistyki, lecz zmodyfikowano głównie przestrzeń pasażerską, wprowadzając przy tym nowocześniejszą, mniej wygiętą na boki szybę przednią. Pocieniono tylne słupki C, nadal wygięte do tyłu. Unowocześniono wygląd pasa przedniego, zachowując atrapę chłodnicy w podobnej formie, oraz przemodelowano część tylną, zmniejszając płetwy. Zmianie uległy także boczne listwy. Nazewnictwo wersji wyposażenia pozostało takie samo, z nazwą Rebel V8 dla modelu z takim silnikiem. W zakresie odmian nadwoziowych, hardtop był już dostępny tylko w wersji Custom. Kombi, oprócz 6-miejscowego, było dostępne także jako 8-miejscowe, z ostatnim rzędem siedzeń tyłem do kierunku jazdy i tylną klapą otwieraną na bok.
Silniki i skrzynie biegów pozostały takie same, jedynie obok silnika sześciocylindrowego 195,6 ci (3,2 l) o mocy 127 KM lub 138 KM i V8 250 ci (4,1 l) o mocy 215 KM, wprowadzono słabszy wariant tego ostatniego, z dwugardzielowym gaźnikiem, o mocy 200 KM.
Ceny bazowe pozostały na tym samym poziomie (od 2098 do 2802 dolarów za 8-miejscowe kombi Custom, plus 119–419 dolarów w wersjach Rebel V8, w zależności od silnika i skrzyni biegów). Produkcja osiągnęła 314 430 samochodów, stanowiąc ponad 68% produkcji marki Rambler, która stała się w tym roku modelowym po raz pierwszy marką numer 3 w USA, wyprzedzając Plymoutha. W tym roku swoje mniejsze i tańsze samochody od Ramblera wypuścili także główni amerykańscy producenci (Ford Falcon, Plymouth Valiant, Chevrolet Corvair), lecz jedynie Ford Falcon odnotował wyższą od niego sprzedaż.
Na 1961 rok modelowy Rambler Six/Rebel V8 został przemianowany na Rambler Classic, nadal do 1962 roku pozostając oparty na tej samej konstrukcji.

## Produkcja zagraniczna
Rambler był w niewielkich ilościach produkowany od początku także w Kanadzie, w fabryce Nash na ulicy Danforth w Toronto, do jej zamknięcia w lipcu 1957 roku (nowa fabryka Ramblera w Kanadzie powstała w 1960 roku).
Rambler był montowany w Meksyku, początkowo do 1957 roku przez Armadora Mexicana, a od końca 1959 roku przez REO w Monterrey.

## Dane techniczne
| 1956: Wymiary: - Rozstaw osi: 2743 mm (108") - Długość: 4855 mm (191,14") - Szerokość: 1811 mm (71,32") - Wysokość: 1473 mm (58") - Rozstaw kół z przodu/tyłu: 1467/1473 mm (57,75"/58") Napęd: - Silnik: Typhoon – gaźnikowy, R6, OHV, chłodzony cieczą, umieszczony podłużnie z przodu, napędzający koła tylne - Gaźnik: jednogardzielowy - Pojemność skokowa: 3205 cm³ (195,6 cala sześciennego) - Średnica cylindra × skok tłoka: 79,4 × 108 mm (3,125” × 4,25") - Moc maksymalna: 120 KM (brutto) - Maksymalny moment obrotowy: 170 stopofuntów (230,5 Nm) - Stopień sprężania: 7,47:1 - Skrzynia przekładniowa mechaniczna 3-biegowa lub z nadbiegiem lub automatyczna Dual-range Hydra-Matic - Przekładnia główna: 3,31:1 lub 3,58:1 - Instalacja elektryczna: 12 V - Zużycie paliwa: 10,4 l/100 km przy prędkości 48 km/h - Prędkość maksymalna: 140 km/h (87 mph) (testowa z przekładnią 3,58:1, z przekładnią 3,31:1 wyższa) - Przyspieszenie 0–97 km/h: 18,5 s (automatyczna skrzynia) - Czas startu na 1/4 mili: 22,2 s (automatyczna skrzynia) Układ jezdny: - Podwozie: konstrukcja samonośna - Zawieszenie przednie: niezależne, sprężyny śrubowe - Zawieszenie tylne: sztywna oś z mostem napędowym, sprężyny śrubowe - Hamulce przednie i tylne bębnowe - Ogumienie: bezdętkowe o wymiarach 6,40×15 - Średnica zawracania: 11,6 m |

| 1957: Napęd: - Silnik: gaźnikowy, R6 lub V8, OHV, chłodzony cieczą, umieszczony podłużnie z przodu, napędzający koła tylne - Gaźnik: jednogardzielowy - Pojemność skokowa: 3205 cm³ (195,6 cala sześc.) lub 4097 cm³ (250 cali sześc.) - Średnica cylindra × skok tłoka: 79,4 × 108 mm (3,125” × 4,25") lub 88,9 × 82,6 mm (3,5" × 3,25") - Moc maksymalna: 125 KM lub 190 KM (brutto) - Maksymalny moment obrotowy: 175 stopofuntów (237 Nm) lub 240 stopofuntów (325 Nm) - Stopień sprężania: 8,25:1 lub 8:1 |